# Oliver Roggisch
Oliver Roggisch (født 25. august 1978 i Villingen-Schwenningen) er en tysk håndboldspiller, der spiller for den tyske Bundesligaklub Rhein-Neckar Löwen. Han kom til klubben i 2007 fra ligarivalerne SC Magdeburg, som han vandt EHF Cuppen med i sin sidste sæson i klubben.

## Klubhold
- TuS Schutterwald (1998-2000)
- Frisch Auf Göppingen (2000-2002)
- TUSEM Essen (2002-2005)
- SC Magdeburg (2005-2007)
- Rhein-Neckar Löwen (2007-)

## Landshold
Roggisch debuterede på det tyske landshold i 2002, og har indtil videre spillet næsten 75 landskampe og scoret over 20 mål. Han var blandt andet med til at vinde VM-guld i 2007. 

## Eksterne links
- Oliver Roggisch' hjemmeside Arkiveret 27. august 2013 hos  Wayback Machine